# Хатинбулак
Хатинбулак (азерб. Xatınbulaq) — село в Фюзулінському районі Азербайджану.

## Історія
У 1993 році село було захоплено збройними силами Вірменії.
14 жовтня 2020 року внаслідок поновлених зіткнень у Карабасі село було звільнене Національною армією Азербайджану.